# Corral de l'Esteve
El Corral de l'Esteve és un corral aïllat del terme municipal de Conca de Dalt, dins de l'antic terme d'Hortoneda de la Conca. Pertany al poble de Vilanoveta. Actualment és del tot en ruïnes.
Està situat a la dreta de la llau de les Comelletes i a migdia del Camí de Carreu, al nord de l'Obagueta de les Comelletes i del Serrat de les Comelletes. És també a ponent de les Salades.